# Persone di nome Roy
| Questa pagina contiene informazioni ricavate automaticamente dalle voci biografiche con l'ausilio del template Bio e di un bot. L'aggiornamento è periodico e automatico e ricostruisce completamente la pagina. Se manca una persona in questa lista, sei pregato di non aggiungerla, ma accertati piuttosto che la sua voce biografica contenga il template Bio e che i dati anagrafici siano correttamente compilati. Se il template Bio manca, inseriscilo tu stesso o, in alternativa, metti l'avviso {{tmp\|Bio}} che ne segnala la mancanza. Se i dati riportati sono sbagliati, correggi direttamente la voce biografica; le modifiche saranno visibili in questa lista entro pochi giorni. Per chiarimenti vedi il progetto antroponimi. La lista contiene solo le 223 persone che sono citate nell'enciclopedia e per le quali è stato implementato correttamente il template Bio. Pagina aggiornata al 22 lug 2025. |

Questa è una lista di persone presenti nell'enciclopedia che hanno il nome Roy, suddivise per attività principale.

## Agenti segreti(1)
- Lindley DeVecchio, agente segreto statunitense (Fresno, n. 1940)

## Allenatori di calcio(10)
- Roy Bailey, allenatore di calcio e calciatore inglese (Epsom, n. 1932 - † 1993)
- Roy Berntsen, allenatore di calcio e ex calciatore norvegese (n. 1971)
- Roy Bicknell, allenatore di calcio e calciatore inglese (Doncaster, n. 1926 - Colchester, † 2005)
- Roy Carroll, allenatore di calcio e calciatore nordirlandese (Enniskillen, n. 1977)
- Roy Chapman, allenatore di calcio e calciatore inglese (Birmingham, n. 1934 - Stoke-on-Trent, † 1983)
- Roy Hendriksen, allenatore di calcio e ex calciatore olandese (Goirle, n. 1969)
- Roy Keane, allenatore di calcio e ex calciatore irlandese (Cork, n. 1971)
- Roy Myers, allenatore di calcio e ex calciatore costaricano (Limón, n. 1969)
- Roy Turner, allenatore di calcio e ex calciatore inglese (Liverpool, n. 1943)
- Roy Wassberg, allenatore di calcio e ex calciatore norvegese (Bergen, n. 1970)

## Allenatori di pallacanestro(4)
- Roy Clifford, allenatore di pallacanestro statunitense (Lansing, n. 1900 - † 1996)
- Roy Rana, allenatore di pallacanestro canadese (Wolverhampton, n. 1968)
- Roy Rogers, allenatore di pallacanestro e ex cestista statunitense (Linden, n. 1973)
- Roy Williams, allenatore di pallacanestro statunitense (Marion, n. 1950)

## Ammiragli(1)
- Roy Dowling, ammiraglio australiano (Condong, n. 1901 - Canberra, † 1969)

## Arbitri di calcio(1)
- Roy Helge Olsen, ex arbitro di calcio norvegese (Kristiansand, n. 1965)

## Artisti(2)
- Roy Lichtenstein, artista statunitense (New York, n. 1923 - New York, † 1997)
- Roy Williams, artista e animatore statunitense (Colville, n. 1907 - Burbank, † 1976)

## Artisti marziali misti(1)
- Roy Nelson, artista marziale misto statunitense (Las Vegas, n. 1976)

## Astronauti(1)
- Roy Bridges, ex astronauta statunitense (Atlanta, n. 1943)

## Astronomi(3)
- Roy Clingan, astronomo statunitense (n. 1950)
- Roy Scott Dunbar, astronomo statunitense
- Roy A. Tucker, astronomo statunitense (Jackson, n. 1951 - Tucson, † 2021)

## Attivisti(2)
- Roy Sesana, attivista e politico botswano (Molapo)
- Roy Wilkins, attivista statunitense (Saint Louis, n. 1901 - New York, † 1981)

## Attori(22)
- Roy Brocksmith, attore statunitense (Quincy, n. 1945 - Burbank, † 2001)
- R.D. Call, attore statunitense (Ogden, n. 1950 - † 2020)
- Roy Chiao, attore cinese (Shanghai, n. 1927 - Seattle, † 1999)
- Roy Ciccolini, attore italiano (Roma, n. 1938 - Mombasa, † 2008)
- Roy Clark, attore neozelandese (Wellington, n. 1903 - Woodland Hills, † 1993)
- Michael Collins, attore britannico (Isleworth, n. 1922 - Abbotsford, † 1979)
- Roy D'Arcy, attore statunitense (San Francisco, n. 1894 - Redlands, † 1969)
- Roy Dotrice, attore britannico (Guernsey, n. 1923 - Londra, † 2017)
- Roy Dupuis, attore canadese (New Liskeard, n. 1963)
- Roy Engel, attore statunitense (St. Louis, n. 1913 - Burbank, † 1980)
- Roy Glenn, attore statunitense (Pittsburg, n. 1914 - Los Angeles, † 1971)
- Roy Holder, attore britannico (Birmingham, n. 1946 - † 2021)
- Roy Hudd, attore e comico britannico (Croydon, n. 1936 - Londra, † 2020)
- Rock Hudson, attore statunitense (Winnetka, n. 1925 - Beverly Hills, † 1985)
- Roy Jenson, attore canadese (Calgary, n. 1927 - Los Angeles, † 2007)
- Roy Kinnear, attore britannico (Wigan, n. 1934 - Madrid, † 1988)
- Roy Peter Link, attore tedesco (Colonia, n. 1982)
- Roy Roberts, attore statunitense (Tampa, n. 1906 - Los Angeles, † 1975)
- Roy Royston, attore britannico (Londra, n. 1899 - Kingston upon Thames, † 1976)
- Roy Scheider, attore statunitense (Orange, n. 1932 - Little Rock, † 2008)
- Roy Thinnes, attore statunitense (Chicago, n. 1938)
- Roy Watson, attore statunitense (Richmond, n. 1876 - Los Angeles, † 1937)

## Avvocati(1)
- Roy Cohn, avvocato statunitense (New York, n. 1927 - Bethesda, † 1986)

## Batteristi(2)
- Roy Haynes, batterista statunitense (Roxbury, n. 1925 - Contea di Nassau, † 2024)
- Roy Mayorga, batterista e polistrumentista statunitense (New York, n. 1970)

## Calciatori(44)
- Roy Ameperosa, calciatore samoano americano (n. 1984)
- Roy Amundsen, ex calciatore norvegese (Notodden, n. 1955)
- Roy Andersson, ex calciatore svedese (Malmö, n. 1949)
- Roy Barry, ex calciatore e allenatore di calcio scozzese (Edimburgo, n. 1942)
- Roy Beerens, ex calciatore olandese (Bladel, n. 1987)
- Roy Bentley, calciatore e allenatore di calcio inglese (Bristol, n. 1924 - Londra, † 2018)
- Roy Cheetham, calciatore inglese (Eccles, n. 1939 - Manchester, † 2019)
- Roy Chipolina, ex calciatore gibilterriano (Gibilterra, n. 1983)
- Roy Clayton, ex calciatore inglese (Dudley, n. 1950)
- Roy Contout, calciatore francese (Caienna, n. 1985)
- Roy Cotton, ex calciatore inglese (Fulham, n. 1955)
- Roy Ellam, ex calciatore inglese (Hemsworth, n. 1943)
- Roy Evans, ex calciatore e allenatore di calcio inglese (Bootle, n. 1948)
- Roy Fosdahl, calciatore norvegese (n. 1911 - † 1980)
- Roy Gelmi, calciatore svizzero (Bülach, n. 1995)
- Roy Gulwak, calciatore sudsudanese (Giuba, n. 1986)
- Roy Gumbs, ex calciatore anguillano (n. 1969)
- Roy Hartle, calciatore inglese (Bromsgrove, n. 1931 - Bolton, † 2014)
- Roy Herman, calciatore israeliano (n. 2000)
- Roy Hodgson, ex calciatore e allenatore di calcio inglese (Croydon, n. 1947)
- Andreas Johansson, ex calciatore svedese (Vänersborg, n. 1978)
- Roy Kayara, calciatore francese (n. 1990)
- Roy Kortsmit, calciatore olandese (Hoek van Holland, n. 1992)
- Roy Krishna, calciatore e giocatore di calcio a 5 figiano (Labasa, n. 1987)
- Roy Kuijpers, calciatore olandese (Zwolle, n. 2000)
- Roy Lassiter, ex calciatore statunitense (Washington, n. 1969)
- Roy Levy, calciatore israeliano (Kfar Saba, n. 2000)
- Roy Lunniss, calciatore inglese (Londra, n. 1939 - † 2010)
- Roy MacLaren, calciatore scozzese (Auchterarder, n. 1930 - † 2022)
- Roy McFarland, ex calciatore e allenatore di calcio inglese (Liverpool, n. 1948)
- Roy Miller, ex calciatore costaricano (San José, n. 1984)
- Roy Myrie, ex calciatore costaricano (n. 1982)
- Roy O'Donovan, calciatore irlandese (Cork, n. 1985)
- Roy Präger, ex calciatore tedesco (Zossen, n. 1971)
- Roy Rea, calciatore nordirlandese (Belfast, n. 1934 - Toronto, † 2005)
- Roy Revivo, calciatore israeliano (Tel Aviv, n. 2003)
- Roy Sinclair, calciatore inglese (Liverpool, n. 1944 - † 2013)
- Roy Smith, calciatore costaricano (Puerto Limón, n. 1990)
- Roy Stephenson, calciatore inglese (Crook, n. 1932 - Ipswich, † 2000)
- Roy Strandbakke, calciatore norvegese (Raufoss, n. 1930 - Raufoss, † 2021)
- Roy Vernon, calciatore gallese (Ffynnongroyw, n. 1937 - † 1993)
- Roy Warhurst, calciatore inglese (Sheffield, n. 1926 - Birmingham, † 2014)
- Roy Wegerle, ex calciatore statunitense (Pretoria, n. 1964)
- Roy Willner, ex calciatore statunitense (Baltimora, n. 1949)

## Cantanti(12)
- Roy Acuff, cantante statunitense (Maynardville, n. 1903 - Nashville, † 1992)
- Roy Ayers, cantante e vibrafonista statunitense (Los Angeles, n. 1940 - New York, † 2025)
- Roy Brown, cantante statunitense (New Orleans, n. 1925 - † 1981)
- Roy Chiu, cantante e attore taiwanese (Taiwan, n. 1981)
- Roy Clark, cantante, musicista e showman statunitense (Meherrin, n. 1933 - Tulsa, † 2018)
- Roy Drusky, cantante e attore statunitense (Atlanta, n. 1930 - † 2004)
- Roy Goodman, cantante, violinista e direttore d'orchestra britannico (Guildford, n. 1951)
- Roy Hamilton, cantante statunitense (Leesburg, n. 1929 - New Rochelle, † 1969)
- Roy Khan, cantante norvegese (Elverum, n. 1970)
- Roy Lønhøiden, cantante norvegese (Kongsvinger, n. 1964)
- Roy Rogers, cantante e attore statunitense (Cincinnati, n. 1911 - Apple Valley, † 1998)
- Roy Wood, cantante, bassista e polistrumentista britannico (Birmingham, n. 1946)

## Cantautori(2)
- Roy Harper, cantautore inglese (Rusholme, n. 1941)
- Roy Orbison, cantautore e chitarrista statunitense (Vernon, n. 1936 - Hendersonville, † 1988)

## Cestisti(14)
- Roy Ebron, cestista statunitense (Norfolk, n. 1951 - St. Rose, † 2014)
- Roy Fisher, ex cestista statunitense (Seattle, n. 1968)
- Roy Hamilton, ex cestista statunitense (Los Angeles, n. 1957)
- Roy Hibbert, ex cestista statunitense (Queens, n. 1986)
- Roy Hinson, ex cestista statunitense (Trenton, n. 1961)
- Roy Hurley, cestista statunitense (Arcadia, n. 1922 - Indianapolis, † 1993)
- Devyn Marble, cestista statunitense (Southfield, n. 1992)
- Roy Marble, cestista statunitense (Flint, n. 1966 - Lansing, † 2015)
- Roy McPipe, ex cestista statunitense (Hammond, n. 1950)
- Roy Pugh, cestista e allenatore di pallacanestro statunitense (Jacksonville, n. 1922 - Jacksonville, † 2006)
- Roy Rubin, cestista e allenatore di pallacanestro statunitense (New York, n. 1925 - Miami, † 2013)
- Roy Samaha, ex cestista libanese (Zahle, n. 1984)
- Roy Tarpley, cestista statunitense (New York, n. 1964 - Arlington, † 2015)
- Roy Williams, cestista canadese (Winnipeg, n. 1927 - West Vancouver, † 2020)

## Chimici(1)
- Roy J. Plunkett, chimico statunitense (New Carlisle, n. 1910 - Corpus Christi, † 1994)

## Chitarristi(3)
- Roy Hay, chitarrista e tastierista britannico (Southend-on-Sea, n. 1961)
- Roy Montgomery, chitarrista neozelandese (Londra, n. 1959)
- Roy Rogers, chitarrista e produttore discografico statunitense (Redding, n. 1950)

## Ciclisti su strada(2)
- Roy Jans, ciclista su strada belga (Bilzen, n. 1990)
- Roy Sentjens, ex ciclista su strada belga (Neerpelt, n. 1980)

## Climatologi(1)
- Roy Spencer, climatologo statunitense (n. 1955)

## Comiche(1)
- Bianca Del Rio, comica, costumista e personaggio televisivo statunitense (New Orleans, n. 1975)

## Compositori(1)
- Roy Webb, compositore statunitense (New York, n. 1888 - Santa Monica, † 1982)

## Criminali(1)
- Roy Gardner, criminale statunitense (Trenton, n. 1884 - San Francisco, † 1940)

## Direttori della fotografia(1)
- Roy F. Overbaugh, direttore della fotografia statunitense (Chicago, n. 1882 - Los Angeles, † 1966)

## Dirigenti d'azienda(1)
- Roy E. Disney, dirigente d'azienda statunitense (Los Angeles, n. 1930 - Newport Beach, † 2009)

## Dirigenti sportivi(1)
- Roy Curvers, dirigente sportivo e ex ciclista su strada olandese (Haelen, n. 1979)

## Economisti(2)
- Roy Harrod, economista britannico (Londra, n. 1900 - Holt, † 1978)
- Roy Stryker, economista e fotografo statunitense (Great Bend, n. 1893 - Grand Junction, † 1975)

## Fisici(1)
- Roy Glauber, fisico statunitense (New York, n. 1925 - † 2018)

## Fotografi(2)
- Roy DeCarava, fotografo statunitense (New York, n. 1919 - New York, † 2009)
- Roy Stuart, fotografo e regista statunitense (New York)

## Fumettisti(1)
- Roy Thomas, fumettista statunitense (Jackson, n. 1940)

## Giocatori di baseball(3)
- Roy Campanella, giocatore di baseball statunitense (Filadelfia, n. 1921 - Los Angeles, † 1993)
- Roy Halladay, giocatore di baseball statunitense (Denver, n. 1977 - Holiday, † 2017)
- Roy Oswalt, ex giocatore di baseball statunitense (Weir, n. 1977)

## Giocatori di football americano(14)
- Bullet Baker, giocatore di football americano statunitense (Casper, n. 1900 - Long Beach, † 1961)
- Roy Foster, ex giocatore di football americano statunitense (Los Angeles, n. 1960)
- Roy Gerela, ex giocatore di football americano canadese (Alberta, n. 1948)
- Roy Hart, ex giocatore di football americano statunitense (Tifton, n. 1965)
- Roy Helu, giocatore di football americano statunitense (Danville, n. 1988)
- Roy Hilton, giocatore di football americano statunitense (Hazlehurst, n. 1943 - Towson, † 2019)
- Roy Jefferson, ex giocatore di football americano statunitense (Texarkana, n. 1943)
- Roy Lewis, giocatore di football americano statunitense (Los Angeles, n. 1985)
- Roy Lopez, giocatore di football americano statunitense (Tempe, n. 1997)
- Roy McKay, giocatore di football americano statunitense (Contea di Mason, n. 1920 - † 1969)
- Roy Robertson-Harris, giocatore di football americano statunitense (Oakland, n. 1993)
- Roy Schuening, giocatore di football americano statunitense (Pendleton, n. 1984)
- Roy Williams, ex giocatore di football americano statunitense (Odessa, n. 1981)
- Roy Williams, ex giocatore di football americano statunitense (Redwood City, n. 1980)

## Hockeisti su prato(1)
- Roy Coffin, hockeista su prato statunitense (Filadelfia, n. 1898 - Wallingford, † 1982)

## Imprenditori(4)
- Roy O. Disney, imprenditore statunitense (Chicago, n. 1893 - Burbank, † 1971)
- Roy M. Huffington, imprenditore e diplomatico statunitense (Tomball, n. 1917 - Venezia, † 2008)
- Roy Neuberger, imprenditore e mecenate statunitense (Bridgeport, n. 1903 - Manhattan, † 2010)
- Roy Raymond, imprenditore statunitense (Connecticut, n. 1947 - San Francisco, † 1993)

## Informatici(1)
- Roy Fielding, informatico statunitense (Laguna Beach, n. 1965)

## Ingegneri(2)
- Roy Brown Jr., ingegnere, progettista e designer canadese (Hamilton, n. 1916 - Ann Arbor, † 2013)
- Roy Fedden, ingegnere britannico (Bristol, n. 1885 - Brecknock, † 1973)

## Inventori(1)
- Roy Cizek, inventore statunitense (n. 1943 - Torrance, † 1993)

## Judoka(1)
- Roy Meyer, judoka olandese (Breda, n. 1991)

## Mafiosi(1)
- Roy DeMeo, mafioso statunitense (New York, n. 1940 - New York, † 1983)

## Matematici(1)
- Roy Patrick Kerr, matematico neozelandese (Gore, n. 1934)

## Musicisti(4)
- Roy Bittan, musicista e compositore statunitense (New York, n. 1949)
- Roy Budd, musicista e compositore britannico (Mitcham, n. 1947 - Londra, † 1993)
- Roy Estrada, musicista statunitense (Santa Ana, n. 1943)
- Roy Z, musicista, produttore discografico e compositore statunitense (Los Angeles, n. 1968)

## Nuotatori(2)
- Roy Fowler, nuotatore e arciere australiano (Brisbane, n. 1920 - † 2002)
- Roy Saari, nuotatore statunitense (Buffalo, n. 1945 - Mammoth Lakes, † 2008)

## Pallanuotisti(1)
- Roy Garforth, pallanuotista britannico (Bradford, n. 1918 - Leeds, † 1991)

## Percussionisti(1)
- Future Man, percussionista, inventore e compositore statunitense (Hampton, n. 1957)

## Piloti automobilistici(2)
- Roy Nissany, pilota automobilistico israeliano (Tel Aviv, n. 1994)
- Roy Salvadori, pilota automobilistico inglese (Dovercourt, n. 1922 - Monaco, † 2012)

## Piloti motociclistici(1)
- Roy Pouw, pilota motociclistico olandese (Kerkenveld, n. 1992)

## Pistard(2)
- Roy van den Berg, pistard e ciclista di BMX olandese (Kampen, n. 1988)
- Roy Eefting, pistard e ciclista su strada olandese (Harderwijk, n. 1989)

## Politici(6)
- Roy Barnes, politico statunitense (Mableton, n. 1948)
- Roy Blunt, politico statunitense (Niangua, n. 1950)
- Roy Cooper, politico statunitense (Nashville, n. 1957)
- Roy Jenkins, politico e scrittore britannico (Abersychan, n. 1920 - East Hendred, † 2003)
- Roy Romer, politico e avvocato statunitense (Garden City, n. 1928)
- Roy Señeres, politico e diplomatico filippino (Mambusao, n. 1947 - Taguig, † 2016)

## Produttori cinematografici(1)
- Roy Lee, produttore cinematografico statunitense (New York, n. 1969)

## Produttori discografici(2)
- Roy Thomas Baker, produttore discografico britannico (Londra, n. 1946 - Lake Havasu City, † 2025)
- Roy Halee, produttore discografico statunitense (New York, n. 1943)

## Psicoanalisti(1)
- Roy Schafer, psicoanalista e psicologo statunitense (New York, n. 1922 - Pequannock, † 2018)

## Pugili(1)
- Roy Jones Jr., pugile, rapper e commentatore televisivo statunitense (Pensacola, n. 1969)

## Registi(5)
- Roy Andersson, regista svedese (Göteborg, n. 1943)
- Roy Ward Baker, regista britannico (Londra, n. 1916 - Londra, † 2010)
- Roy Clements, regista e sceneggiatore statunitense (Sterling, n. 1877 - Los Angeles, † 1948)
- Roy Del Ruth, regista statunitense (Delaware, n. 1893 - Sherman Oaks, † 1961)
- Roy Rowland, regista, produttore cinematografico e produttore televisivo statunitense (New York, n. 1910 - Orange, † 1995)

## Rugbisti a 15(3)
- Roy Bish, rugbista a 15 e allenatore di rugby a 15 gallese (Port Talbot, n. 1929 - † 2006)
- Roy Roper, rugbista a 15 neozelandese (Ōwhango, n. 1923 - New Plymouth, † 2023)
- Jim Williams, ex rugbista a 15 e allenatore di rugby a 15 australiano (Young, n. 1968)

## Saggisti(1)
- Roy Eugene Davis, saggista statunitense (Leavittsburg, n. 1931 - Lakemont, † 2019)

## Sciatori alpini(1)
- Roy Piccard, sciatore alpino francese (Albertville, n. 1993)

## Scrittori(2)
- Roy Jacobsen, scrittore e sceneggiatore norvegese (Oslo, n. 1954)
- Roy Lewis, scrittore, giornalista e editore inglese (Felixstowe, n. 1913 - † 1996)

## Statistici(1)
- Roy George Douglas Allen, statistico britannico (Worcester, n. 1906 - Southwold, † 1983)

## Stilisti(1)
- Halston, stilista statunitense (Des Moines, n. 1932 - San Francisco, † 1990)

## Storici(2)
- Roy Franklin Nichols, storico statunitense (Newark, n. 1896 - † 1973)
- Roy Rosenzweig, storico statunitense (New York, n. 1950 - Arlington, † 2007)

## Tastieristi(1)
- Roy Lynes, tastierista, organista e compositore inglese (Redhill, n. 1943)

## Tennisti(3)
- Roy Barth, ex tennista statunitense (San Diego, n. 1947)
- Roy Dunlop, tennista australiano († 1974)
- Roy Emerson, ex tennista australiano (Blackbutt, n. 1936)

## Trombettisti(2)
- Roy Eldridge, trombettista statunitense (Pittsburgh, n. 1911 - Valley Stream, † 1989)
- Roy Hargrove, trombettista e compositore statunitense (Waco, n. 1969 - New York, † 2018)

## Wrestler(1)
- The Honky Tonk Man, ex wrestler statunitense (Memphis, n. 1953)

## Zoologi(1)
- Roy Chapman Andrews, zoologo e esploratore statunitense (Beloit, n. 1884 - Beloit, † 1960)

## Senza attività specificata(4)
- Roy Davidson, effettista statunitense (n. 1896 - Hollywood, † 1962)
- Roy Lee Dennis, statunitense (Glendora, n. 1961 - Glendora, † 1978)
- Roy Seawright, effettista statunitense (Los Angeles, n. 1905 - Torrance, † 1991)
- Roy Sullivan, statunitense (Contea di Greene, n. 1912 - Dooms, † 1983)